# Lijst van voetbalinterlands Hongkong - Singapore
Deze lijst van voetbalinterlands is een overzicht van alle officiële voetbalwedstrijden tussen de nationale teams van Hongkong en Singapore. De landen speelden tot op heden 27 keer tegen elkaar, te beginnen met een vriendschappelijke wedstrijd, die werd gespeeld op 3 september 1958 in Kuala Lumpur (Maleisië). Het laatste duel, een kwalificatiewedstrijd voor de Azië Cup 2027, vond plaats in Kallang op 25 maart 2025.

## Wedstrijden
| №   | Plaats       | Datum             | Competitie                 | Wedstrijd            | Uitslag |
| --- | ------------ | ----------------- | -------------------------- | -------------------- | ------- |
| 1   | Kuala Lumpur | 3 september 1958  | Vriendschappelijk          | Singapore – Hongkong | 0 – 2   |
| 2   | Kuala Lumpur | 13 augustus 1960  | Vriendschappelijk          | Singapore – Hongkong | 2 – 3   |
| 3   | Kuala Lumpur | 10 augustus 1961  | Vriendschappelijk          | Singapore – Hongkong | 4 – 3   |
| 4   | Hongkong     | 29 maart 1967     | Azië Cup 1968 kwalificatie | Hongkong – Singapore | 2 – 0   |
| 5   | Kuala Lumpur | 6 augustus 1970   | Vriendschappelijk          | Singapore – Hongkong | 2 – 3   |
| 6   | Bangkok      | 8 november 1970   | Vriendschappelijk          | Hongkong – Singapore | 0 – 1   |
| 7   | Kuala Lumpur | 14 augustus 1971  | Vriendschappelijk          | Singapore – Hongkong | 2 – 1   |
| 8   | Kuala Lumpur | 25 juli 1972      | Vriendschappelijk          | Singapore – Hongkong | 1 – 4   |
| 9   | Singapore    | 2 maart 1977      | WK 1978 kwalificatie       | Hongkong – Singapore | 2 – 2   |
| 10  | Singapore    | 12 maart 1977     | WK 1978 kwalificatie       | Singapore – Hongkong | 0 – 1   |
| 11  | Bangkok      | 13 januari 1979   | Azië Cup 1980 kwalificatie | Hongkong – Singapore | 3 – 1   |
| 12  | Hongkong     | 24 december 1980  | WK 1982 kwalificatie       | Hongkong – Singapore | 1 – 1   |
| 13  | Hongkong     | 10 februari 2000  | Vriendschappelijk          | Hongkong – Singapore | 0 – 0   |
| 14  | Hongkong     | 8 oktober 2000    | Vriendschappelijk          | Hongkong – Singapore | 1 – 0   |
| 15  | Singapore    | 4 augustus 2003   | Vriendschappelijk          | Singapore – Hongkong | 4 – 1   |
| 16  | Singapore    | 30 november 2004  | Vriendschappelijk          | Singapore – Hongkong | 0 – 0   |
| 17  | Hongkong     | 15 februari 2006  | Vriendschappelijk          | Hongkong – Singapore | 1 – 1   |
| 18  | Hongkong     | 12 augustus 2006  | Vriendschappelijk          | Hongkong – Singapore | 1 – 2   |
| 19  | Hongkong     | 1 juni 2012       | Vriendschappelijk          | Hongkong – Singapore | 1 – 0   |
| 20  | Singapore    | 15 augustus 2012  | Vriendschappelijk          | Singapore – Hongkong | 2 – 0   |
| 21  | Hongkong     | 10 september 2013 | Vriendschappelijk          | Hongkong – Singapore | 1 – 0   |
| 22  | Singapore    | 9 september 2014  | Vriendschappelijk          | Singapore − Hongkong | 0 − 0   |
| 23  | Hongkong     | 10 oktober 2014   | Vriendschappelijk          | Hongkong − Singapore | 2 − 1   |
| 24  | Hongkong     | 11 oktober 2016   | Vriendschappelijk          | Hongkong − Singapore | 2 − 0   |
| 25  | Singapore    | 31 augustus 2017  | Vriendschappelijk          | Singapore − Hongkong | 2 − 0   |
| 26  | Hongkong     | 23 maart 2023     | Vriendschappelijk          | Hongkong − Singapore | 1 − 1   |
| 27] | Kallang      | 25 maart 2025     | Azië Cup 2027 kwalificatie | Singapore − Hongkong | 0 − 0   |

## Samenvatting
| Competitie            | Totaal gespeeld | Winst Hongkong | Gelijk | Winst Singapore | Doelsaldo Hongkong – Singapore |
| --------------------- | --------------- | -------------- | ------ | --------------- | ------------------------------ |
| WK-kwalificatie       | 3               | 1              | 2      | 0               | 4 − 3                          |
| Azië Cup-kwalificatie | 3               | 2              | 1      | 0               | 5 − 1                          |
| Vriendschappelijk     | 21              | 9              | 5      | 7               | 27 − 25                        |
| Totaal                | 27              | 12             | 8      | 7               | 36 − 29                        |

HKFA · 
Lijst van A-internationals · 
Hongkongs vrouwenelftal
1960 – 1969 ·
1970 – 1979 ·
1980 – 1989 ·
1990 – 1999 ·
2000 – 2009 ·
2010 – 2019 ·
2020 − 2029
Afghanistan ·
Argentinië ·
Australië ·
Bahrein ·
Bangladesh ·
Bhutan ·
Brazilië ·
Brunei ·
Cambodja ·
Canada ·
China ·
Colombia ·
Denemarken ·
Estland ·
Fiji ·
Filipijnen ·
Guam ·
India ·
Indonesië ·
Irak ·
Iran ·
Israël ·
Japan ·
Jemen ·
Joegoslavië ·
Jordanië ·
Koeweit ·
Kroatië ·
Laos ·
Libanon ·
Liechtenstein ·
Macau ·
Malediven ·
Maleisië ·
Marokko ·
Mauritius ·
Mongolië ·
Myanmar ·
Nepal ·
Noord-Korea ·
Noorwegen ·
Oezbekistan ·
Oman ·
Oost-Timor ·
Palestina ·
Paraguay ·
Qatar ·
Salomonseilanden ·
Saoedi-Arabië ·
Singapore ·
Sri Lanka ·
Syrië ·
Tadzjikistan ·
Taiwan ·
Thailand ·
Turkmenistan ·
Verenigde Arabische Emiraten ·
Vietnam ·
Zuid-Korea ·
Zuid-Vietnam ·
Zwitserland
FAS · 
Lijst van A-internationals · 
Singaporees vrouwenelftal
1960 – 1969 ·
1970 – 1979 ·
1980 – 1989 ·
1990 – 1999 ·
2000 – 2009 ·
2010 – 2019
Afghanistan ·
Argentinië ·
Australië · 
Azerbeidzjan · 
Bahrein · 
Bangladesh · 
Brunei · 
Cambodja · 
Canada · 
China · 
Denemarken · 
Fiji ·
Filipijnen · 
Finland · 
Ghana · 
Guam ·
Hongkong · 
India · 
Indonesië · 
Irak · 
Iran · 
Israël · 
Japan · 
Jemen ·
Jordanië · 
Kazachstan · 
Kirgizië · 
Koeweit · 
Laos · 
Libanon · 
Macau · 
Malediven · 
Maleisië · 
Mauritius ·
Mongolië · 
Myanmar · 
Nepal · 
Nieuw-Zeeland · 
Noord-Korea · 
Noorwegen · 
Oezbekistan · 
Oman · 
Oost-Timor · 
Pakistan · 
Palestina · 
Papoea-Nieuw-Guinea ·
Polen · 
Qatar ·
Salomonseilanden · 
Saoedi-Arabië · 
Sri Lanka · 
Syrië · 
Tadzjikistan · 
Taiwan · 
Thailand · 
Turkmenistan · 
Uruguay · 
Verenigde Arabische Emiraten · 
Vietnam · 
Zuid-Korea · 
Zuid-Vietnam · 
Zweden